# Dunleer
Dunleer (en irlandais : Dún Léire) est une ville du comté de Louth, en république d'Irlande.
Elle est située à mi-chemin entre les villes de Dundalk et de Drogheda, favorisant ainsi son statut de ville-dortoir.
Au recensement de 2022, la ville comptait 2 143 habitants, une augmentation de plus de 15% en six ans.